# Convento de Nossa Senhora da Saudação

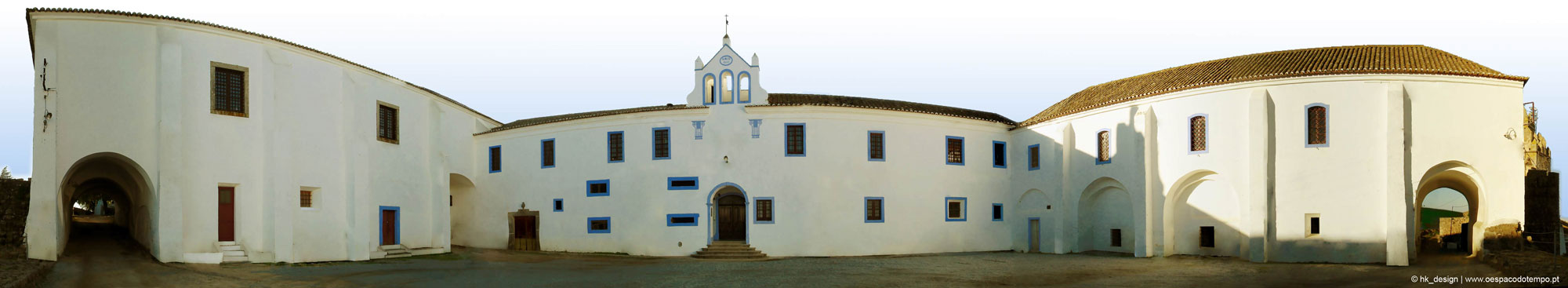
Convento de Nossa Senhora da Saudação

O Convento de Nossa Senhora da Saudação ou Convento da Anunciada é um antigo convento situado no interior do castelo de Montemor-o-Novo e que está classificado como Monumento Nacional desde 1951.

## História
O Convento da Saudação como também é designado teve origem na congregação de algumas mulheres lideradas por Joana Dias Quadrada que, para praticarem uma vida de recolhimento e devoção, se juntaram sem inicialmente obedecerem às regras de qualquer ordem religiosa. No entanto, em 1506, adoptaram a Regra de vida das monjas dominicanas, passando a estar integradas na Ordem dos Pregadores.
As obras de construção do convento deverão ter começado em 1502. A frontaria principal do edifício, conserva alguns elementos arquitectónicos característicos da época de fundação. Na entrada da portaria-mor (antiga entrada principal do convento) pode ainda observar-se uma esfera armilar, característica da arte manuelina. Também a chamada “Porta das Freiras” na igreja conventual é encimada por esfera armilar em alto relevo.
Na década de 1560 foi construído o dormitório. Da segunda metade desse século são também a Igreja. o coro alto e o coro baixo. O claustro conventual data do reinado de D. João III. Na última década do século XVI foram construídas as enfermarias monásticas que ligaram o corpo principal do mosteiro às muralhas da vila. Neste espaço passavam duas vias públicas, tendo sido por isso necessário abrir dois arcos por cima destas ruas. Uma das ruas foi localizada em 1992 aquando da realização de sondagens arqueológicas. Esta deve corresponder à rua do Mosteiro à Igreja de S.Tiago referida num documento de 1637.
A Igreja Conventual constitui um interessante exemplar da arquitectura clássico-barroca. No século XVII foi enriquecida por um retábulo de talha de influência da escola real de Valladolid e revestida com azulejos polícromos de vários padrões, constituindo um bom exemplo de como foi possível criar, com materiais regionais pobres, um ambiente profundamente barroco.
A cobertura da Igreja, em abóbada de berço, encontra-se subdividida em caixotões de estrutura geométrica.
Do corpo da Igreja fazem igualmente parte o coro alto, revestido nas paredes por azulejaria em verde e branco seiscentista e o coro baixo. Este apresenta as paredes cobertas por azulejaria igualmente em verde e branco mas de padrão mais pequeno que o do coro alto. O coro baixo destaca-se pelas pinturas a fresco que cobrem a sua abóbada, atribuídas, por alguns autores, a José de Escobar.
O convento, pertencente à Ordem Dominicana, foi sempre habitado por um grande número de religiosas. No século XVIII chegou a ser habitado por 65 freiras. Com a extinção dos conventos em 1834, e a morte da última prioresa, em 1874, o edifício foi ocupado pelo Estado e, em 1876, ali instalado o Asilo de Infância Desvalida, que ocupou o edifício até aos anos 1960.
O convento tem sido, nos últimos anos, alvo de obras pontuais. A recuperação parcial das suas coberturas, na segunda metade dos anos 1990, pela D.G.E.M.N., impediu a derrocada deste valioso conjunto monumental. A Câmara Municipal realizou em 1998 obras de restauro de carpintarias. Actualmente funcionam no edifício o centro transdisciplinar e a Oficina de Arqueologia do Programa do Castelo da Câmara Municipal de Montemor-o-Novo.